# Comuna de Połajewo
Połajewo (polaco: Gmina Połajewo) é uma gminy (comuna) na Polónia, na voivodia de Grande Polónia e no condado de Czarnkowsko-trzcianecki. A sede do condado é a cidade de Połajewo.
De acordo com os censos de 2004, a comuna tem 6114 habitantes, com uma densidade 43,1 hab/km².

## Área
Estende-se por uma área de 141,97 km², incluindo:
- área agrícola: 67%
- área florestal: 27%

## Demografia
Dados de 30 de Junho 2004:
|                      | Total   | Total | Mulheres | Mulheres | Homens  | Homens |
| -------------------- | ------- | ----- | -------- | -------- | ------- | ------ |
|                      | pessoas | %     | pessoas  | %        | pessoas | %      |
| População            | 6114    | 100   | 3049     | 49,9     | 3065    | 50,1   |
| Densidade (pop./km²) | 43,1    | 100   | 21,5     | 21,5     | 21,6    | 21,6   |

De acordo com dados de 2002, o rendimento médio per capita ascendia a 1336,93 zł.

## Subdivisões
- Boruszyn, Krosin, Krosinek, Młynkowo, Połajewo, Przybychowo, Sierakówko, Tarnówko.

## Comunas vizinhas
- Czarnków, Lubasz, Oborniki, Obrzycko, Ryczywół